# Frățilești
Frățilești – wieś w Rumunii, w okręgu Jałomica, w gminie Săveni. W 2011 roku liczyła 419 mieszkańców.